# سوفر

یک سوفر در محل کار، عین بوکک، اسرائیل

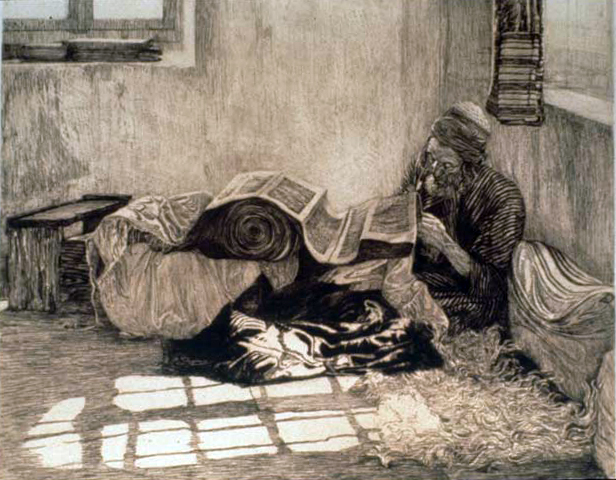
یک سوفر خاورمیانه تکه‌های پوست را به هم می‌دوزد

سوفر، سوفر ستام، یا سوفر ST"M (عبری: סופר סת"ם‎ ، به معنی لغوی "کاتب"; جمع سوفر، سوفریم است. סופרים) یک کاتب یهودی است که می‌تواند سیفری کدش (طومارهای مقدس)، تفیلین (فیلاکتری‌ها)، مزوزوت (ST"M , סת"ם رونویسی کند. ستام مخفف این سه اصطلاح و سایر نوشته‌های دینی است.
با تعریف ساده، سوفریم مسئول کپی کردن متون مذهبی هستند، اما نقش مذهبی آنها در یهودیت بسیار بیشتر است. علاوه بر سیفری تورات، تفیلین و مزوزوت، کاتبان برای نوشتن پنج مگیلو (طومارهای ترانه‌سراها، کتاب روت، کتاب استر، جامعه و کتاب مرثیه)، نوییم (کتاب‌های انبیا) ضروری هستند. برای خواندن حفتره و برای گیتین، اسناد طلاق استفاده می‌شود. بسیاری از کاتبان همچنین به عنوان خوشنویس عمل می‌کنند - نوشتن اسناد کاربردی مانند کتوبوت (قراردادهای ازدواج)، یا بازخوانی‌های زینتی و هنری متون مذهبی، که نیازی به صلاحیت کتابت ندارند، و قوانین مربوط به حروف و مشخصات پوستی برای آنها اعمال نمی‌شود.
هلاخا اصلی مربوط به سوفروت، هنرهای کتابت، در تلمود در رساله «ماسکت سوفریم» آمده‌است. در ۶۱۳ فرمان تورات، دومین فرمان این است که هر یهودی قبل از مرگ باید یک تورات سیفر بنویسد.

## صلاحیت‌ها و تحصیلات
یک سوفر باید از نظر دینی، دارای اخلاق خوب و آگاه به قوانین مربوط به سفره باشد. این یک تصور غلط رایج است که فرد باید حاخام باشد تا یک سوفر شود.
افرادی که می‌خواهند کاتب تشریفات شوند، معمولاً با گذراندن دوره شیموش (کارآموزی) از کاتبان متخصص دیگری یادمی‌گیرند، زیرا غیرممکن است که کسی بدون هیچ تمرین واقعی کاتب باشد. کاتبان تازه تأیید شده طومارهای مگیلات استر را می‌نویسند. سخت‌ترین بخش یادگیری سوفریت خوشنویسی نیست، بلکه یادآوری هزاران قانونی است که در مورد سیفری تورات، تفیلین، مزوزوت و همه متون دیگری که روی پوست نوشته شده‌اند اعمال می‌شود.
برخی از افرادی که می‌خواهند کاتبان تشریفات شوند، در Vaad Mishmereth STaM، یک سازمان بین‌المللی در اورشلیم و بنی براک در اسرائیل، و همچنین در بروکلین، نیویورک، ایالات متحده؛ که هدف آن حفاظت از یکپارچگی هنری و هنری هنرهای کتاب‌نویسی است، یادمی‌گیرند. تحصیل با امکان دریافت گواهی همراه است، اگرچه گواهینامه از این نوع یک نیاز هلاخایی نیست و لزوماً کیفیت کار یک نفر خاص را تضمین نمی‌کند. با این حال، این فرایند تضمین می‌کند که یک سوفر دارای گواهینامه آموزش مناسب را دریافت کرده و یک متخصص شناخته شده در زمینه سوفروت است.

### متون آموزش سوفروت

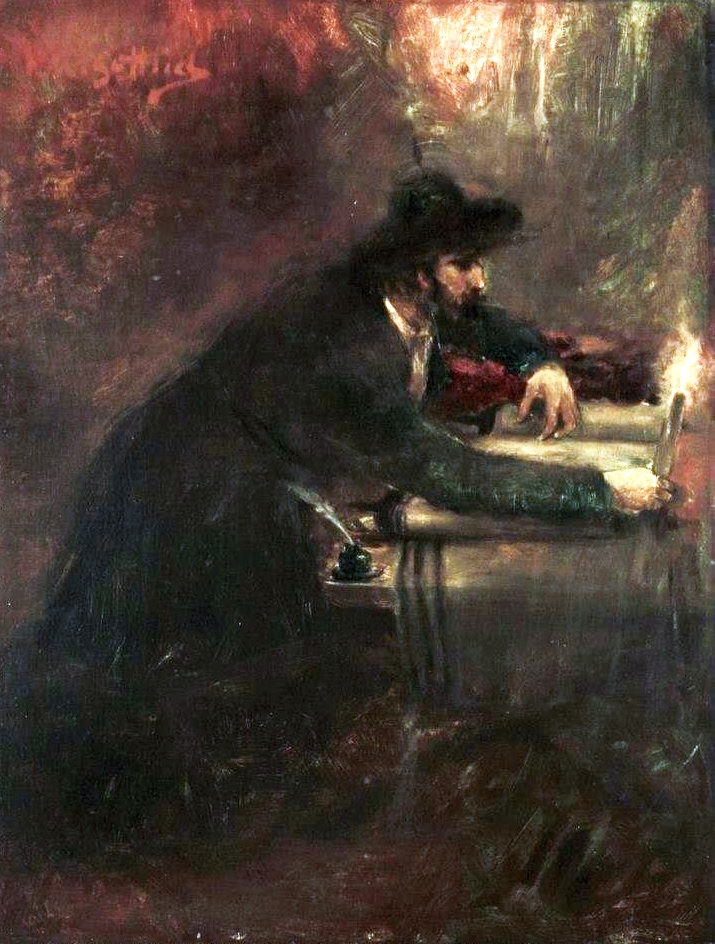
کتاب‌نویس تورات نوشته موریسی گوتلیب، موزه ملی، وروتسواو

متون اصلی که اشکناز سوفریم (سوفرهای اشکنازی) از آنها هنر کتابت را یادمی‌گیرد عبارتند از:کست هسوفر، چسدی دیوید، میشنا بروراه (۲۴–۴۵)، میشنه تورات (هیلچوت تفیلین و مزوزه و سفر توره، هیلچوت تزیتزیت)، میشنات هسوفر، میشنات سوفریم، لیکوت سیفری ستام.
سوفریم‌های سفاردی علاوه بر میشنه تورات بر اربعه توریم، بت یوسف ان تور، و شولحان عاروخ تکیه می‌کنند.
کاتبان آیین بلدی یمنی (تیمانی) سعی می‌کنند تا حد امکان فقط دستور رامبام، یعنی مشنه تورات را به دقت دنبال کنند، اگرچه قبل از میشنه تورات، معیار آنها بر اساس راما، یعنی خاخام مایر بن تودروس هالوی ابوالعفیا است.

### زنان و سوفروت
تلمود گیتین 45b که مبنای بحث سوفریم شدن زنان را تشکیل می‌دهد، می‌گوید: «سیفری تورات، تفیلین و مزوزوت که توسط یک بدعت گذار، یک ستاره پرست، یک برده، یک زن، یک خردسال، یک کوتی یا یک یهودی مرتد نوشته شده‌است. برای استفاده آیینی مناسب نیستند." احکام مزوزوت و تفیلین در میان کسانی که به تلمود پایبند هستند تقریباً مناقشه ندارد. در حالی که اربعه توریم زنان را در فهرست خود از کسانی که صلاحیت نوشتن تورات سیفری را ندارند شامل نمی‌شود، برخی این را دلیلی می‌دانند که زنان مجاز به نوشتن تورات سیفری هستند. با این حال، امروزه تقریباً همه مقامات ارتدوکس (اعم از مدرن و فوق‌العاده) مجاز بودن نوشتن تورات سیفر توسط یک زن را به چالش می‌کشند. با این حال، زنان مجاز به نوشتن کتوبا (قراردادهای ازدواج)، ستام که برای استفاده در تشریفات در نظر گرفته نشده‌است، و سایر نوشته‌های سوفروت فراتر از ستام ساده هستند. در سال ۲۰۰۳، آویل بارکلی کانادایی به اولین مربی شناخته شده جهان تبدیل شد که به‌طور سنتی آموزش دیده بود.
در میان یهودیان غیر ارتدوکس، زنان از اوایل دهه ۲۰۰۰ طومارهای تورات را نوشته‌اند. در سال ۲۰۰۷ جن تیلور فریدمن، یک زن بریتانیایی، اولین زنی بود که تورات سیفر را نوشت. در سال ۲۰۱۰، اولین سفر تورات که توسط گروهی متشکل از شش زن (از برزیل، کانادا، اسرائیل و ایالات متحده آمریکا) نوشته شد، تکمیل شد. این به عنوان پروژه تورات زنان شناخته شد. از آن زمان، زنان دیگری طومارهای تورات را نوشتند. تا تاریخ ۲۰۱۴ </link></link>، تخمین زده می‌شود که ۵۰ زن سوفر در سراسر جهان وجود دارد.

## اسناد نوشته شده توسط کاتبان

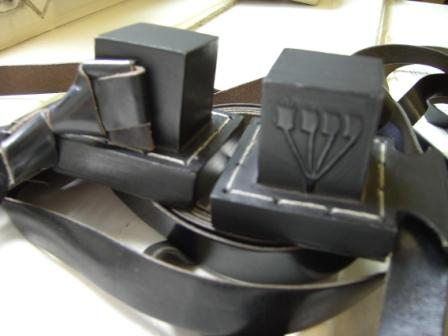
یک جفت تفیلین. به شین چهار شاخه توجه کنید

علاوه بر طومارهای تورات، تفیلین و مزوزوت، کاتبان نیز برای نگارش پنج مگیلو (طومارهای ترانه‌سراها، کتاب روت، کتاب استر، جامعه و کتاب مرثیه) و نوییم (کتاب‌ها) ضروری هستند. از پیامبران، برای خواندن حفتره، و برای گیتین (اسناد طلاق). در برخی از جوامع، به ویژه جامعه Chaim Kanievsky در بنی براک، سوفریم همچنین کتاب‌های دیگر کتاب مقدس، مانند مزامیر یا کتاب عزرا را می‌نویسد. این در اورشلیم قرن ۱۹ توسط خاخام شموئل شلومو بویارسکی ترویج شد.

## خوشنویسی و خط

چهار حرف اول الفبای عبری همان‌طور که به صورت خطی نوشته می‌شود (تقریبی دیجیتال)

قواعد زیادی در مورد شکل‌گیری صحیح حروف وجود دارد که اگر قرار است یک متن نوشته شده از نظر دینی معتبر تلقی شود، باید رعایت شود. یهودیان اشکنازی، سفاردی‌ها، چاباد (لوباویچ) و میزراحی هر کدام خط مخصوص به خود را برای تشکیل حروف دارند، اگرچه قوانین یکسانی در سراسر متن اعمال می‌شود. به‌طور کلی، در مورد سیفری تورات، هیچ‌یک از این گروه‌ها فکر نمی‌کنند که این تفاوت‌ها یک تورات را پسول (از posul مناسک نامناسب یا نامعتبر) می‌کند.
مدارک باید روی کاغذ پوستی یا ورقه ای که به‌طور مناسب آماده شده‌است نوشته شود.
بسیاری از کاتبان نیز به عنوان خوشنویس عمل می‌کنند - نوشتن اسناد کاربردی مانند کتوبوت، یا بازخوانی‌های زینتی و هنری متون مذهبی - که نیازی به صلاحیت کتابت ندارند، و قوانین مربوط به حروف و مشخصات پوستی برای آنها اعمال نمی‌شود.

## مراجع و یادداشت‌ها
1. ↑  82nd of the 613 commandments as enumerated by Rashi, and the second to final as it occurs in the text of the Torah, Book of Deuteronomy 31:19, the final being in Deuteronomy 32:38
2. ↑  "Chapter 1". HaSoferet.com (به انگلیسی). 2014-02-02. Retrieved 2023-08-13.
3. ↑  "sources". Sofer.co.uk. Archived from the original on 2016-06-18. Retrieved 2015-05-17.
4. ↑  Brian Tice, K'tav Tam Sephardi: A Compendium of Classic Sources on Jewish Scribal Rules (Grand Rapids, Mich. : Yiddishkeit 101, 2021).
5. ↑  Brian Tice, K'tav Tam Teimani: A Compendium of Classic Sources on Jewish Scribal Rules (Grand Rapids, Mich. : Yiddishkeit 101, 2021).
6. ↑  "Women and Sofrut". Archived from the original on October 19, 2009. Retrieved February 18, 2016.
7. ↑  Tur, Orah Hayyim 271
8. ↑  Alice Lowenstein (2005-06-03). "A Female Scribe's Trailblazing Effort". Forward.com. Retrieved 2015-05-17.
9. ↑  "Simchat Torah with a Soferet's Torah | Jewish Women's Archive". Jwablog.jwa.org. 2006-10-13. Archived from the original on 28 July 2011. Retrieved 2015-05-17.
10. ↑  Leah Hochbaum Rosner (2007-09-12). "As New Year Dawns, Jewish Women Mark Milestones". Forward.com. Retrieved 2015-05-17.
11. ↑  Fishkoff, Sue (2010-10-15). "Women's Torah dedicated in Seattle". Jta.org. Retrieved 2015-05-17.
12. ↑  "Julie Seltzer, a female Torah scribe from San Francisco, contributed to the first Torah scroll to be written by a group of women". Jweekly.com. 2010-10-21. Retrieved 2015-05-17.
13. ↑  Spiro, Amy. "Torah, she wrote - Jewish World". Jpost.com. Retrieved 2015-05-17.
14. ↑  Jeff Kunerth (2014-08-23). "– Female Jewish scribe helps keep tradition alive". Pressherald.com. Retrieved 2015-05-17.
15. ↑  Some details on letters, with animations بایگانی‌شده  در مه ۱۰, ۲۰۱۶ توسط Wayback Machine